# Fernando Abranches Ferrão
Fernando de Oliveira Abranches Ferrão (Coimbra, 4 de setembro de 1908 — Lisboa, 5 de maio de 1985) foi um advogado português.

## O advogado
Tendo cursado Direito na Universidade de Lisboa, iniciou a sua atividade como advogado em 1930.
Foi advogado de defesa em processos instaurados contra os opositores ao regime do Estado Novo, onde se destacam os da Comissão Distrital de Lisboa do Movimento de Unidade Democrática, dos intelectuais de Coimbra, do Golpe de Beja e da Revolta da Mealhada.
Foi igualmente o advogado de Humberto Delgado no processo disciplinar que lhe foi instaurado após as eleições presidenciais de 1958. Após o assassinato de Humberto Delgado foi, juntamente com Mário Soares, o advogado da família.
Em 1958, foi eleito presidente honorário da Federação Internacional de Juristas e Advogados.
Entre 1951 e 1971, foi vice-presidente do Conselho Geral da Ordem dos Advogados.

## O político
Homem da oposição ao regime do Estado Novo, Abranches Ferrão esteve ligado ao Movimento de Unidade Nacional Antifascista, ao Movimento de Unidade Democrática.
Em 1961, subscreveu o Programa para a Democratização da República.

## O Jornal do Foro
Em 1937, fundou uma revista de Direito, o Jornal do Foro que deu voz a diversos setores da oposição ao regime político vigente

## Espólio
O espólio documental de Abranches Ferrão encontra-se depositado na Biblioteca Nacional de Portugal.

## Vida pessoal
Fez parte da Maçonaria, tendo sido iniciado no Grande Oriente Lusitano em 1982 com o nome simbólico de Descartes.
Foi agraciado, a título póstumo, com os graus de Grande-Oficial da Ordem do Infante D. Henrique (24 de agosto de 1985) e Grande-Oficial da Ordem da Liberdade (30 de outubro de 1987).
A 25 de janeiro de 1989, foi homenegado pela Câmara Municipal de Lisboa, que atribuiu o topónimo Rua Abranches Ferrão à Rua 1.2 da Quinta de Santo António dos Ulmeiros, às Laranjeiras, na freguesia de São Domingos de Benfica.